# Álvaro Siza Vieira

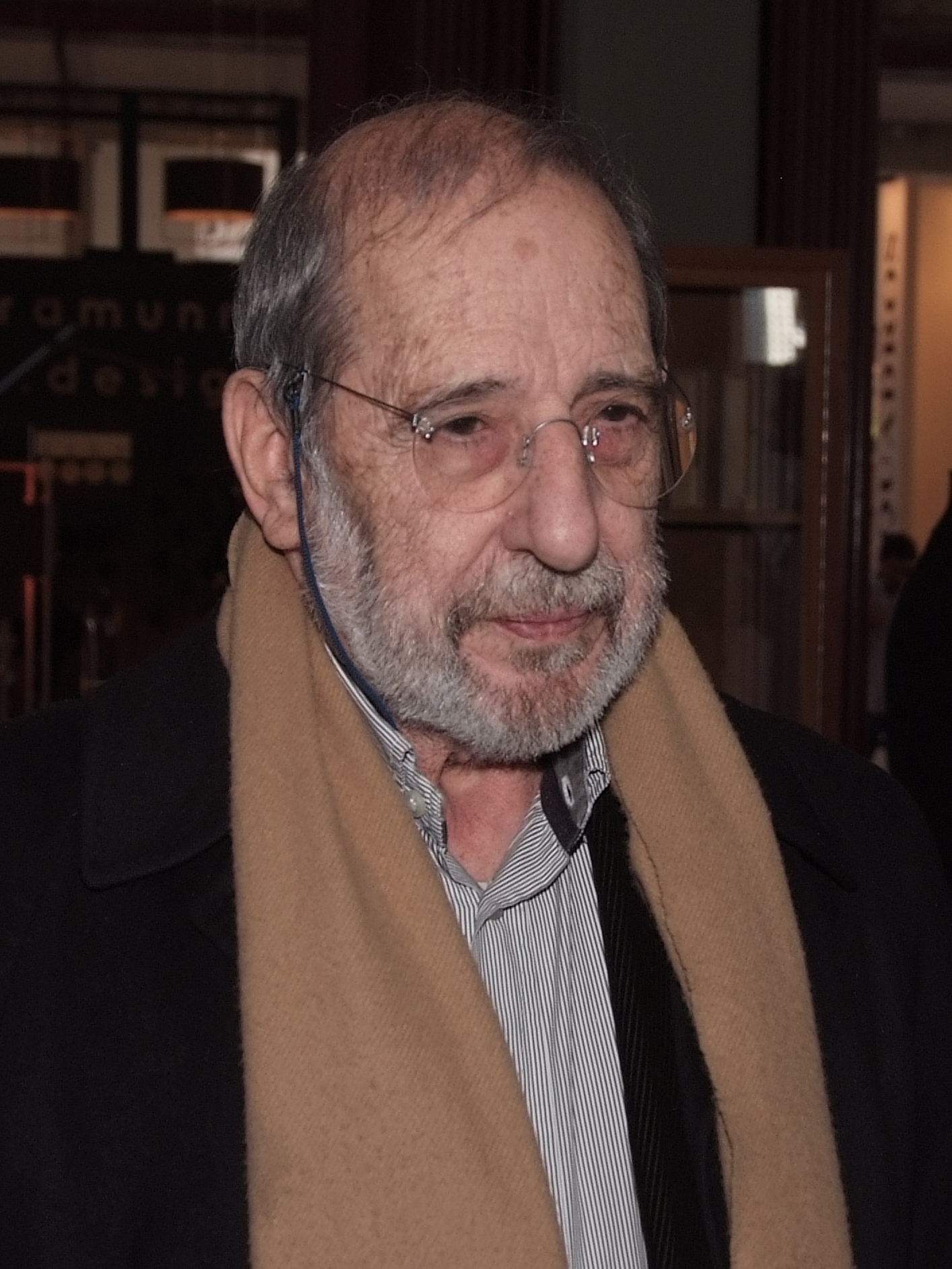
Álvaro Siza Vieira (2012)

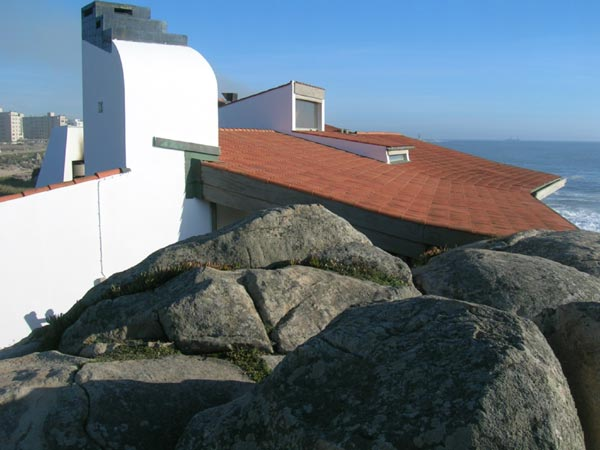
Das Teehaus von Boa Nova integriert sich in die Landschaft

Álvaro Joaquim de Melo Siza Vieira (* 25. Juni 1933 in Matosinhos, Portugal), zählt zu den bedeutendsten zeitgenössischen europäischen Architekten. In Portugal gilt Siza als Hauptvertreter der Moderne.

## Leben

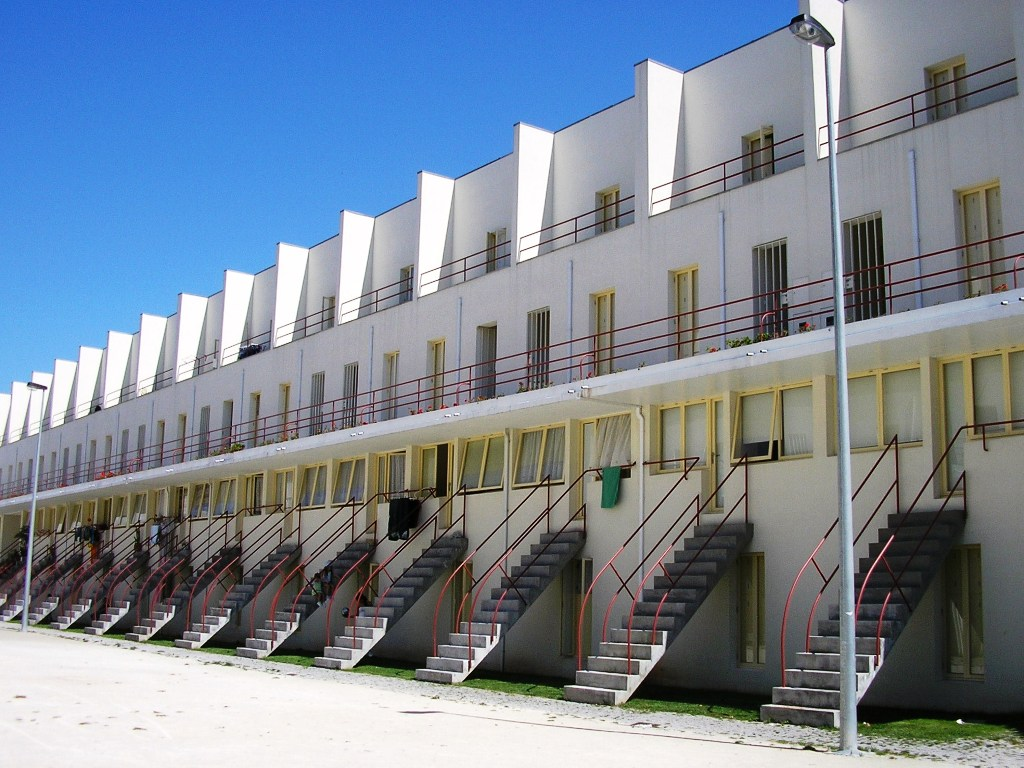
SAAL-Sozialsiedlung Bouça II in Porto 1975–77

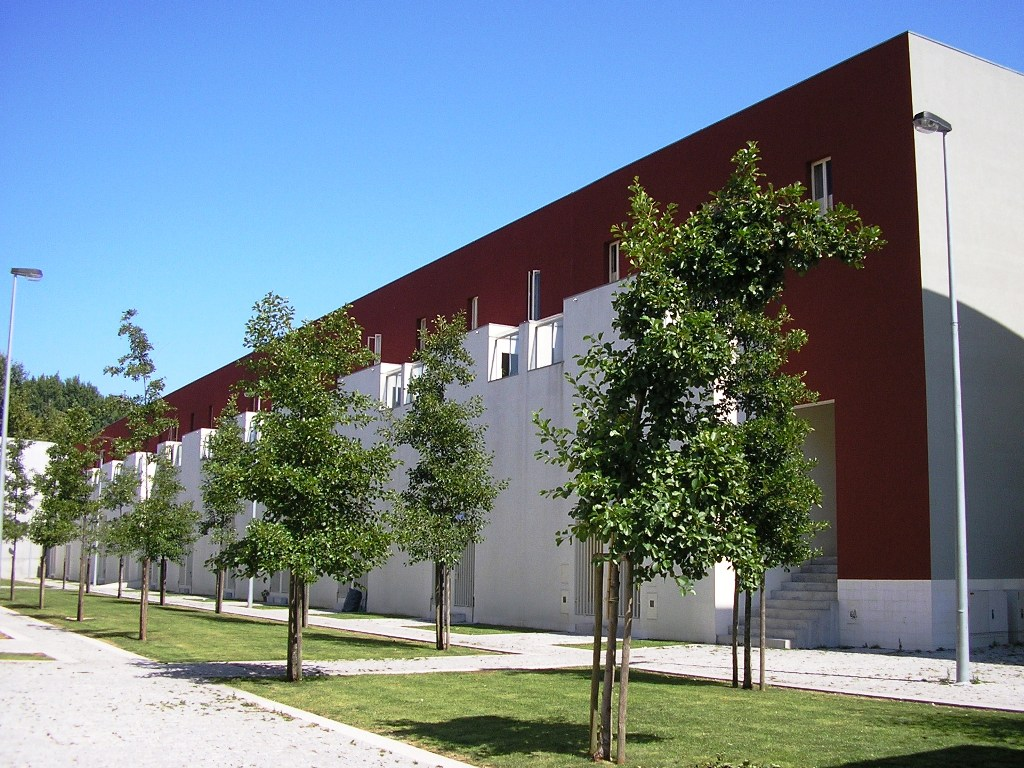
SAAL-Sozialsiedlung Bouça II in Porto 1975–77

Álvaro Siza Vieira wurde 1933 in Portos Hafenvorstadt Matosinhos geboren. In Porto lebt und arbeitet er, lehrt an der Architekturfakultät und betreibt seit 1958 sein Architekturbüro. Von 1949 bis 1955 studierte er Architektur an der Kunstwissenschaftlichen Fakultät (Escola Superior de Belas Artes do Porto), der Universität Porto. Bis 1958 arbeitete er im Büro seines Professors Fernando Távora. Von 1966 bis 1969 hatte er eine Assistentenstelle an der Universität Porto, ab 1976 eine Professur. Zusammen mit Távora und Eduardo Souto de Moura zählt er zu den führenden Vertretern der Schule von Porto.
Kurz nach der Nelkenrevolution erhielt der damals 41-jährige Architekt die Möglichkeit, mit der SAAL-Sozialsiedlung Bouça in Porto ein Vorzeigequartier zu gestalten, dessen Reihenhauszeilen zusammen mit den davorgesetzten Einzelbauten intime Gassenräume aufspannen und damit zu einer dörflichen Situation wachsen.
Für den Wiederaufbau des durch einen Großbrand 1988 zerstörten Lissaboner Altstadtviertels Chiado erhielt er 1992 den Pritzker-Preis.
Siza Vieira war Gastprofessor an der Eidgenössischen Technischen Hochschule Lausanne, an der Universität von Pennsylvania, an der Universidad de Los Andes von Bogotá; er hatte die „Kenzō Tange Visiting Professor“ an der Graduate School of Design of Harvard University inne. 1992 wurde ihm von der Universität Valencia und 1993 von der EPFL Lausanne die Ehrendoktorwürde verliehen.

## Allgemeines zur Architektur Siza Vieiras
Am Werk Siza Vieiras lässt sich die Entwicklung der Architektur der Moderne bis zum 21. Jahrhundert hin ablesen, das architektonische Erbe der europäischen Avantgarde der 1920er und 1930er Jahre ist darin ebenso lebendig wie deren Umformungen durch die Architektur seit den 1960er-Jahren. Seine den lokalen Fragestellungen verpflichteten Bauten machten ihn zu einem führenden Vertreter des kritischen Regionalismus.
In seinen Planungen für Eigenheime, Sozialwohnungen, Wohnkomplexe, öffentliche Bauten, Stadtviertel und Sanierungsgebiete geht er sensibel auf die Gegebenheiten von Landschaft, Stadtumgebung und traditioneller Baukultur ein, um sie in einer strengen, modernen Formensprache umzusetzen.
Seine Gebäude scheinen sich in ein Gleichgewicht unsichtbarer Kräfte einzuordnen, die der Landschaft entspringen. Auf diese Weise erreicht er eine Haltung größtmöglichen Respektes der Natur gegenüber, und die Künstlichkeit des Eingriffs, den jedes architektonische Projekt mit sich bringt, kann so Rechtfertigung erlangen. Bemerkenswert ist die Konsequenz dieser Integration, die sich in allen Maßstäben und architektonischen Themen niederschlägt.
Siza Vieira ist berühmt für seine Skizzen. In ihnen hält er komplexe Situationen fest und erleichtert deren Verständnis. Sie stellen eine Dialektik zwischen seiner kreativen Intuition und dem Nachweis der architektonischen Qualität her und werden so zum wichtigsten Kreativ-Werkzeug des Architekten. Schon in den ersten Skizzen zu seinen Projekten findet man viele der späteren Qualitäten des Entwurfes wieder.
Verwirklicht hat Siza Vieira seine Projekte vor allem im nachrevolutionären Portugal (also nach 1974), später auch in den Niederlanden, in Frankreich, Italien, Spanien und Deutschland.

## Ausgewählte Projekte

### 1961–1966 Strandbad Leça da Palmeira

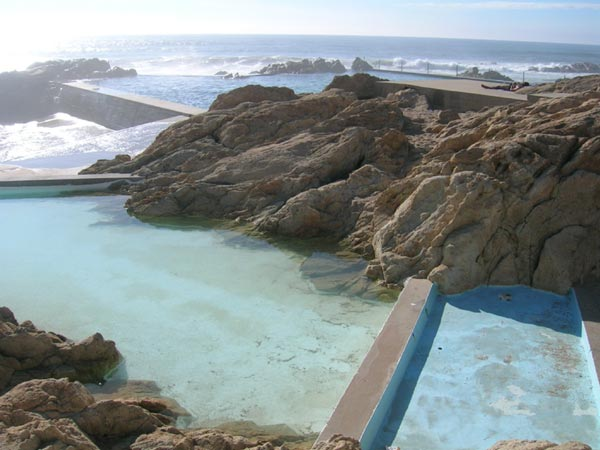
Strandbad Leça da Palmeira

Die als Terrassenlandschaft konzipierte Poolanlage Piscinas de Marés befindet sich wenige hundert Meter vom Teehaus Boa Nova entfernt. Zum Komplex gehören zwei Bassins, ein Café, Wasch-, Toiletten- und Umkleidekabinen und technische Anlagen zur Kontrolle der Wasserqualität.
Das archaisch-brutalistische Betonbauwerk formt, wie eine Skulptur nahtlos in die Felsenlandschaft eingebettet, Bassins, die es ermöglichen, im Wasser des Atlantiks und dennoch geschützt vor der hier typischen tosenden Brandung zu baden. Dabei lässt sich betrachten, wie immer wieder größere Wellen in das Becken schwappen und das sonst ruhige, angewärmte Wasser ein wenig anregen und so dem künstlich geschaffenen Bad einen poetischen Hauch von Natur zurückgeben.
Die ungewöhnliche Homogenität von Bauwerk und Landschaft betont Siza Vieira durch die Materialien: der Sichtbeton besteht aus einem sehr körnigen Zement, dem der zerstoßene Fels der Küste beigemengt ist. Dadurch entsteht eine erstaunliche Wirkung der Einbettung des ebenen Gebäudes in die zerklüfteten Felsen.

### 1958–1963 Casa de Chá da Boa Nova, Leça da Palmeira

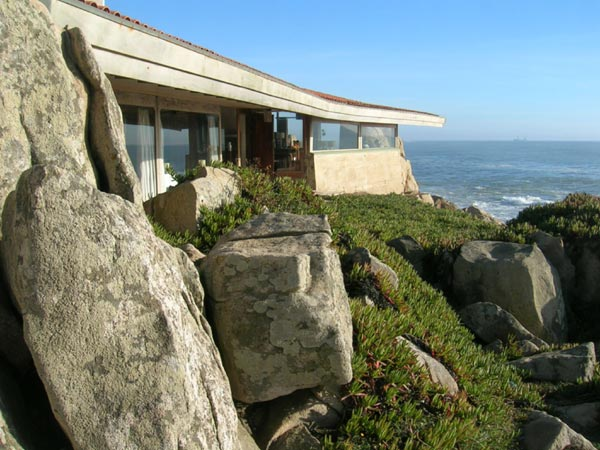
Der Blick aufs Meer – eingearbeitet in die schroffe Steinküste

Das Casa de Chá da Boa Nova (Teehaus von Boa Nova) ist Siza Vieiras erstes großes und eigenständiges Werk. Nachdem Siza Vieira den Wettbewerb zum Teehaus noch als Mitarbeiter Fernando Távoras begann, zeichnet er für die Ausführung des Projektes bereits eigenständig.
Der Pavillon liegt an der Atlantikküste nördlich der Douro-Mündung unweit Siza Vierias Geburtsorts Matosinhos. Riesige, rundgewaschene Steine wechseln sich hier mit Sandstrand ab. Fast versteckt, sehr weiß und geduckt auf einer schmalen Landzunge, liegt der flache Bau zwischen den Felsbrocken und zieht sich unter sein großes Ziegeldach zurück. Von drei Seiten vom Meer umschlossen, gewährt eine Doppelverglasung auf der Seeseite Schutz gegen Sturm, Gischt und das Tosen des Ozeans. Die Terrasse zum Meer hin liegt eingebettet in die Flora der Steinküste.
Die Küche und Lagerräume befinden sich an der Landseite. Im Innern teilt sich das Gebäude in einen Speisesaal und eine Lounge-artige Teestube. Aus beiden Räumen hat man einen wunderschönen Blick über den Atlantik. Das breite Fensterband lässt sich versenken, dann verwandelt sich der Raum in einen Balkon, eine große Freilichtbühne mit dunkel gebeiztem Holz und braunen Ledersesseln.
Das Gebäude wurde bis Ende der 2000er Jahre von einem Restaurant genutzt, nach dessen Geschäftsaufgabe geriet es sehr schnell in einen schlechten Zustand: das Inventar und die Kupferdachrinnen wurden geplündert, das Dach beschädigt. 2011 wurde es jedoch als nationales Denkmal eingetragen und bis Juli 2014 unter Mitwirkung von Siza restauriert und zu einem gehobenen Restaurant umgebaut. Dabei wurde selbst das verlorene Mobiliar nach den Originalentwürfen Sizas wiederhergestellt.

### 1980–1984 Haus Avelino Duarte
Anhand des Entwurfs für das Haus Avelino Duarte in Ovar wird Siza Vieira häufig mit Adolf Loos in Verbindung gebracht, der als Pionier der Moderne in der Architektur gilt. Der äußerlich sehr schlichte verputzte Bau schafft im Innern durch die gekonnte Benutzung von Holz und Naturstein atmosphärische Räume.
Das Siza Vieira Loos studiert hat steht außer Frage, doch geht Siza Vieira über die Theorien Loos’ hinaus. War Loos im Umgang mit Materialien noch strikt flächenorientiert und beschäftigte sich mit deren Schichtung, was sicher nicht zuletzt durch die Einflüsse des Jugendstils in Österreich und Süddeutschland zustande kam, gegen den er sich wandte, so führt Siza Vieira scheinbar dessen Tradition fort, doch in einer viel räumlicheren Denkweise.

### 1980–1984 Wohnhaus Schlesisches Tor – „Bonjour Tristesse“

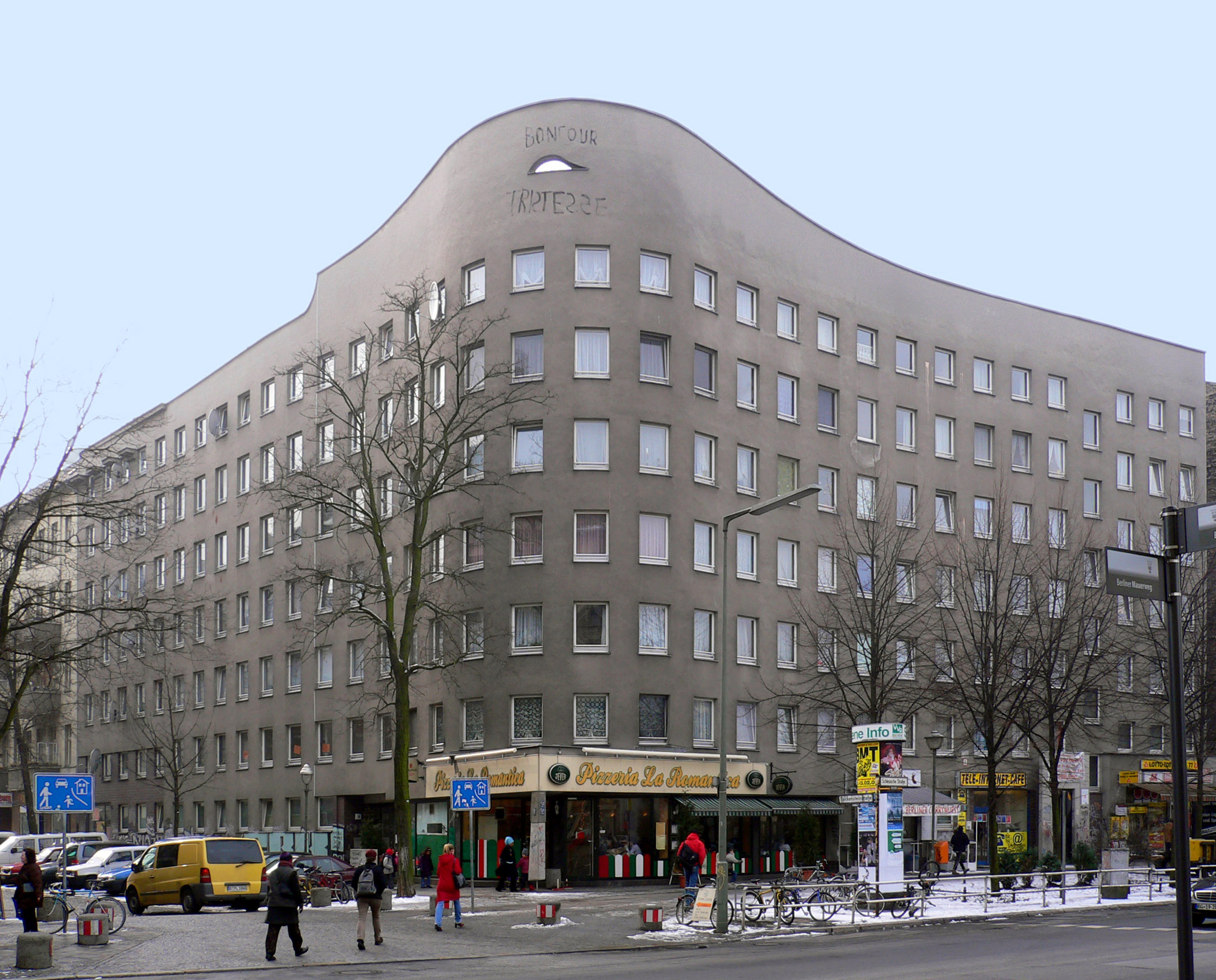
Wohnhaus „Bonjour Tristesse“ in Berlin-Kreuzberg

Das Wohnhaus Schlesisches Tor steht an der Schlesischen Straße Nr. 7 im Berliner Stadtteil Kreuzberg. Es wurde 1982/83 erbaut und schließt eine Kriegslücke im Altbaubestand der Straße. Der Entwurf Siza Vieiras sah eine Ausstattung mit pro Etage vier großen Wohnungen vor, die durch vier Treppenhäuser erreichbar sein sollten, außerdem sollten in das Erdgeschoss verschiedene soziale Einrichtungen integriert werden. Aus Kostengründen wurde der Plan jedoch modifiziert. Heute bestehen zwei Treppenhäuser, über die 46 Wohnungen erreichbar sind.
Den Namen „Bonjour Tristesse“ bekam das Wohnhaus nicht vom Architekten, sondern durch einen unbekannten Sprayer, der diese Worte auf den gut sichtbaren Giebel des Eckhauses sprühte. Dies sollte als Kritik an der grauen Fassade und den eintönigen Fenstergestaltungen mit immer gleichen Abständen innerhalb des abwechslungsreichen Straßenbildes verstanden werden. Eine erkennbar abgesetzte Sockelzone oder einen Dachabschluss, wie er in der 90 Jahre älteren, umgebenden Architektur üblich war, gibt es nicht. Die einzige Abwechslung wird durch eine leicht geschwungene Bauform sowie eine hohe Attika erreicht.

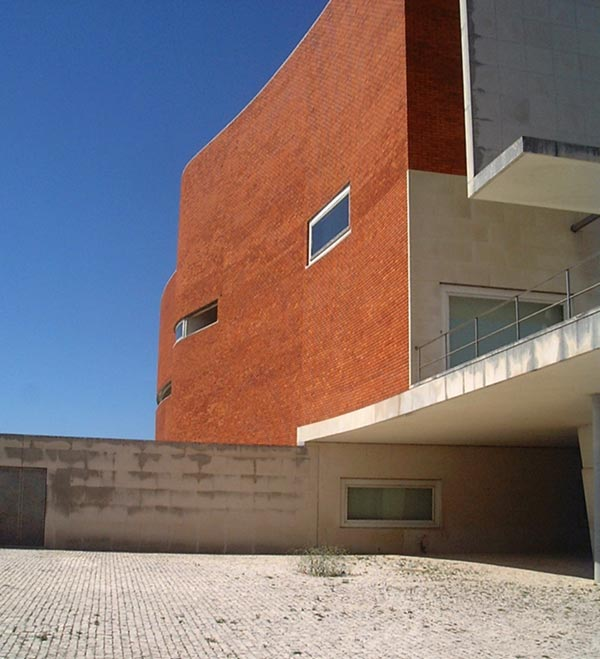
Universitätsbibliothek von Aveiro

### 1988 Universitätsbibliothek Aveiro
Die Universität Aveiro wurde direkt nach der Nelkenrevolution 1974 gegründet und ist so Ausdruck von Reformen in Gesellschaft und Bildungssystem eines im Umbruch befindlichen Portugals. Dies kommt auch in städtebaulicher und architektonischer Hinsicht zum Ausdruck. Der Campus besteht aus streng geordneten gleich großen Zeilenbauten, die sich um einen zentralen Platz anordnen, dies jedoch ohne zu hierarchisieren. Ein räumliches Konzept, das in starkem Gegensatz zu den traditionellen über Jahrhunderte gewachsenen Universitäten Portugals steht. Nur wenige Baukörper brechen aus dieser Ordnung aus, darunter die Bibliothek. Ihr Volumen scheint denen der anderen Körper zu ähneln, doch ist sie um 90 Grad gedreht und orientiert sich dadurch zur weitläufigen Ria-Landschaft. Ihr Äußeres wird durch den Kontrast roter Ziegelflächen zu hellem Naturstein bestimmt, ein verbreitetes Materialthema auf dem Campus.

### 2003 Städtebaulicher Entwurf Alcântara, Lissabon
Siza Vieira schlug im Rahmen eines von ihm angefertigten städtebaulichen Entwurfs vor, drei Hochhäuser im Stadtteil Alcântara von Lissabon zu errichten. Nahe der historischen Brücke Ponte 25 de Abril würden die Türme den Stadteingang über die Tejobrücke flankieren. Der höchst umstrittene Vorschlag wurde jedoch abgelehnt. Manche Quellen unterstellten Siza Vieira Polemik und behaupteten, der Vorschlag wäre niemals ernst gemeint gewesen, sondern als Anstoß einer Diskussion des Hochhausthemas im historischen Stadtgefüge gedacht.

### 2005 Museo d’Arte Contemporanea Donna Regina
Im Juni 2005 wurde das von Siza Vieira geplante Museo d’Arte Contemporanea Donna Regina eröffnet.

## Projektliste

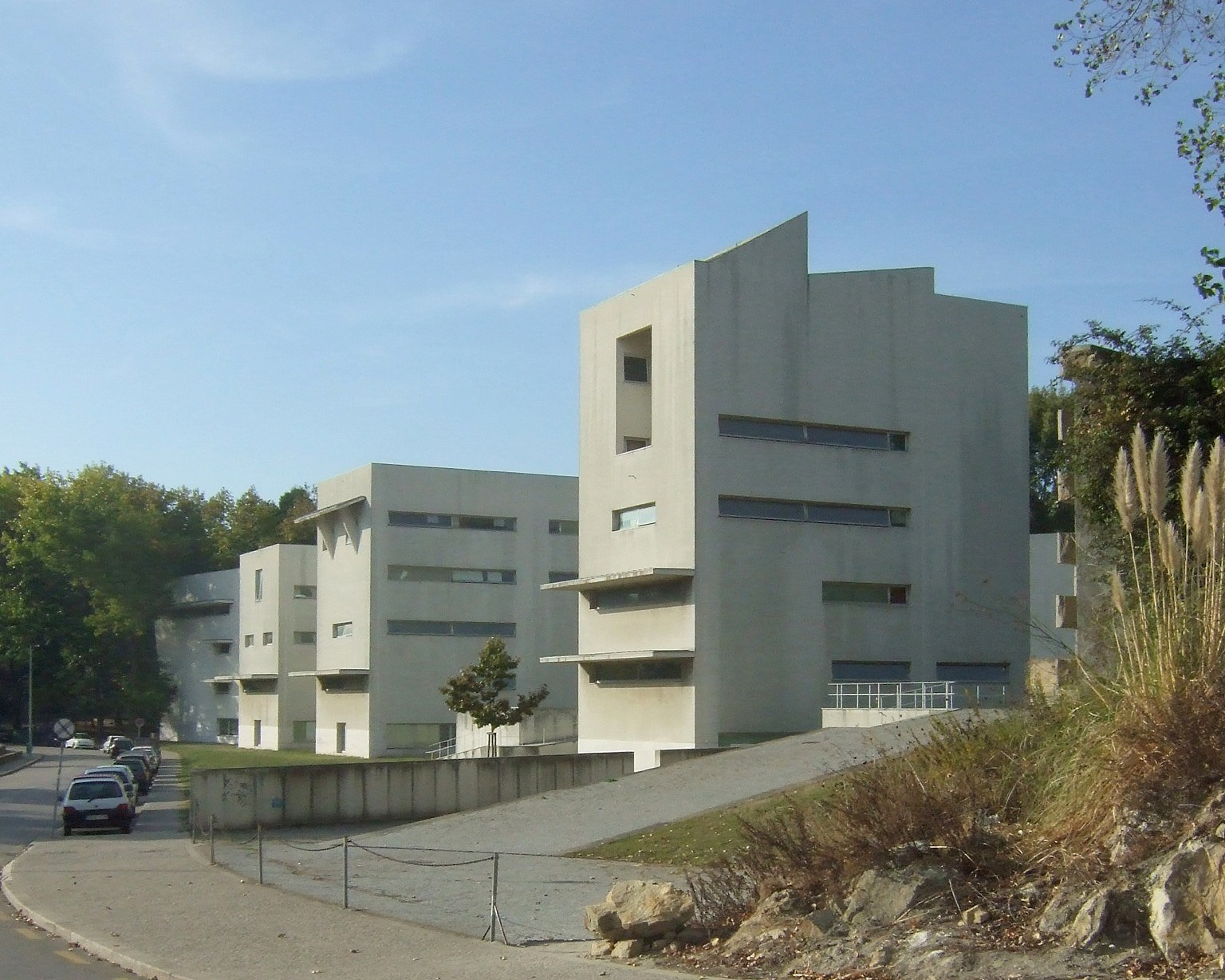
Gebäude der Architekturfakultät der Universität Porto (FAUP), 1987–93

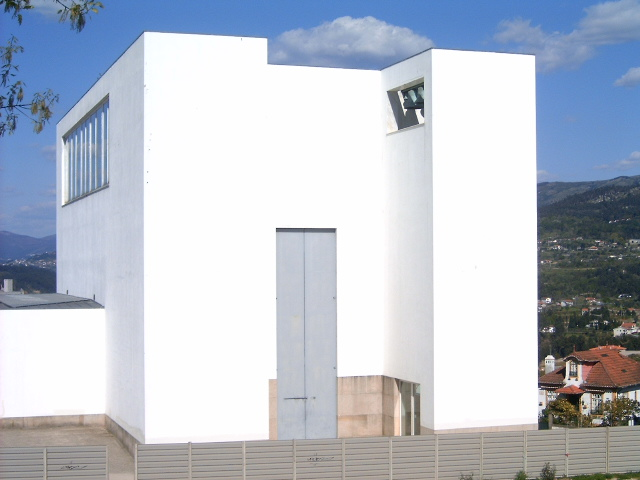
Die Kirche de Santa Maria in Marco de Canaveses in Nordportugal von 1990–96.

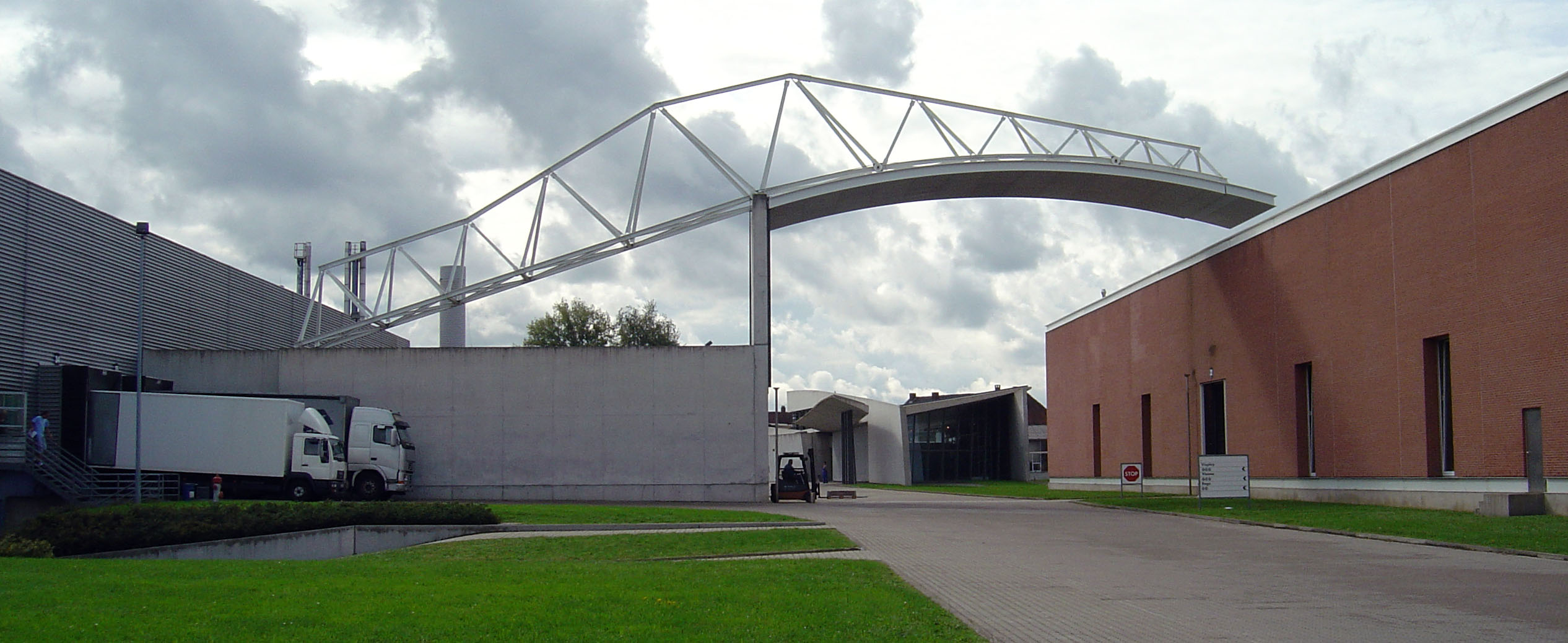
Werkhalle Vitra, Weil am Rhein von 1991–94.

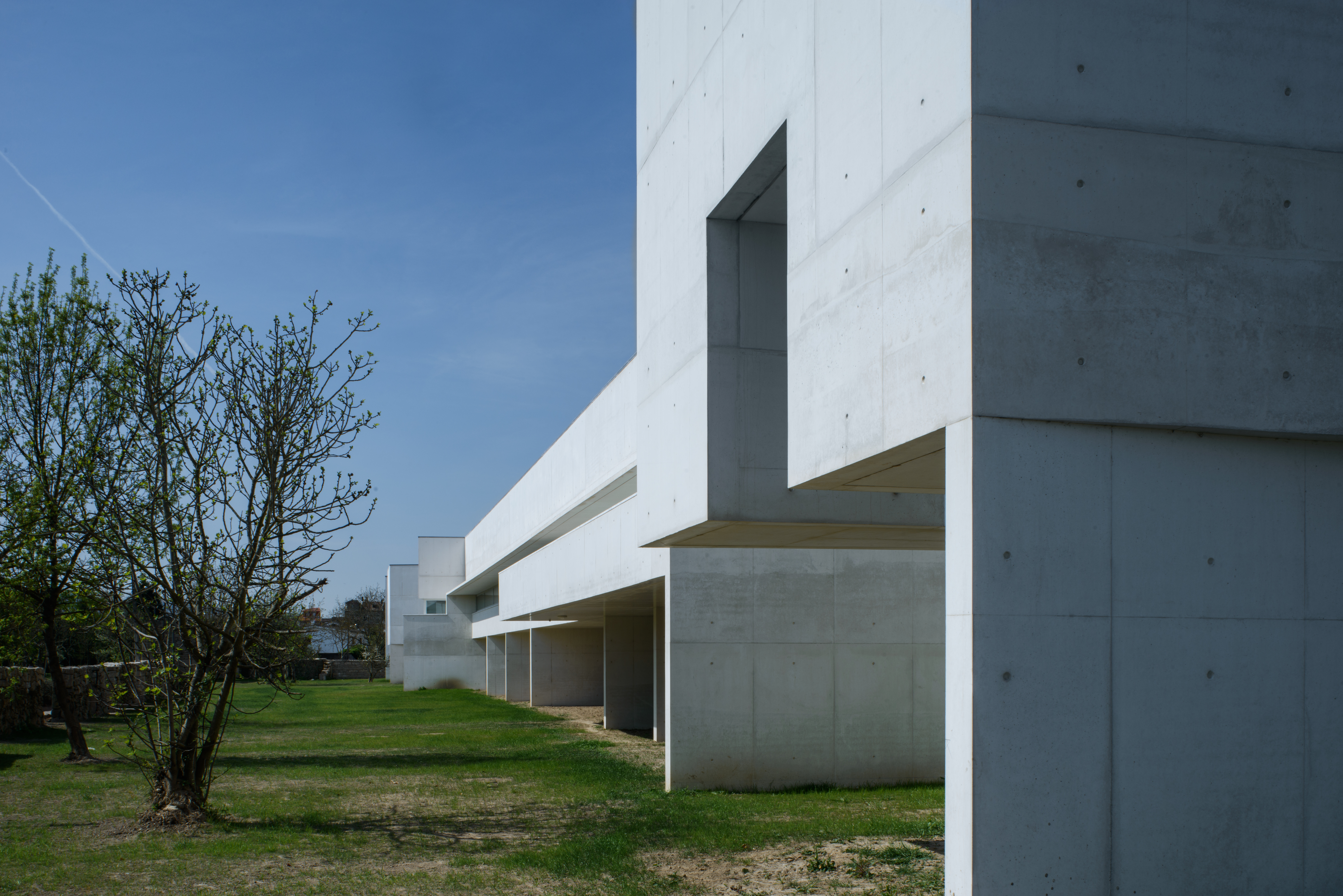
Nadir Afonso Museum, Portugal

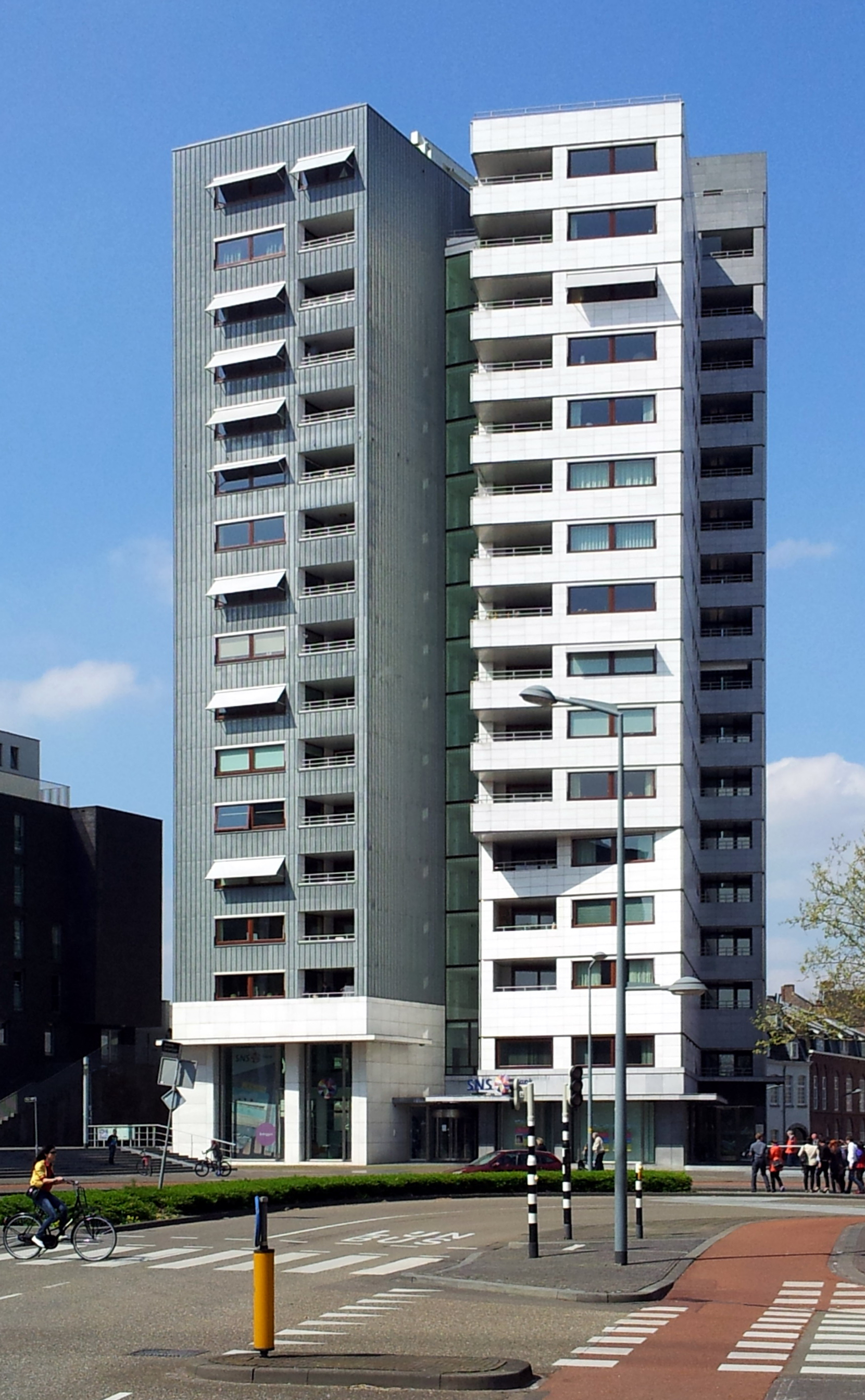
Wohnturm in Maastricht von 1999–2000.

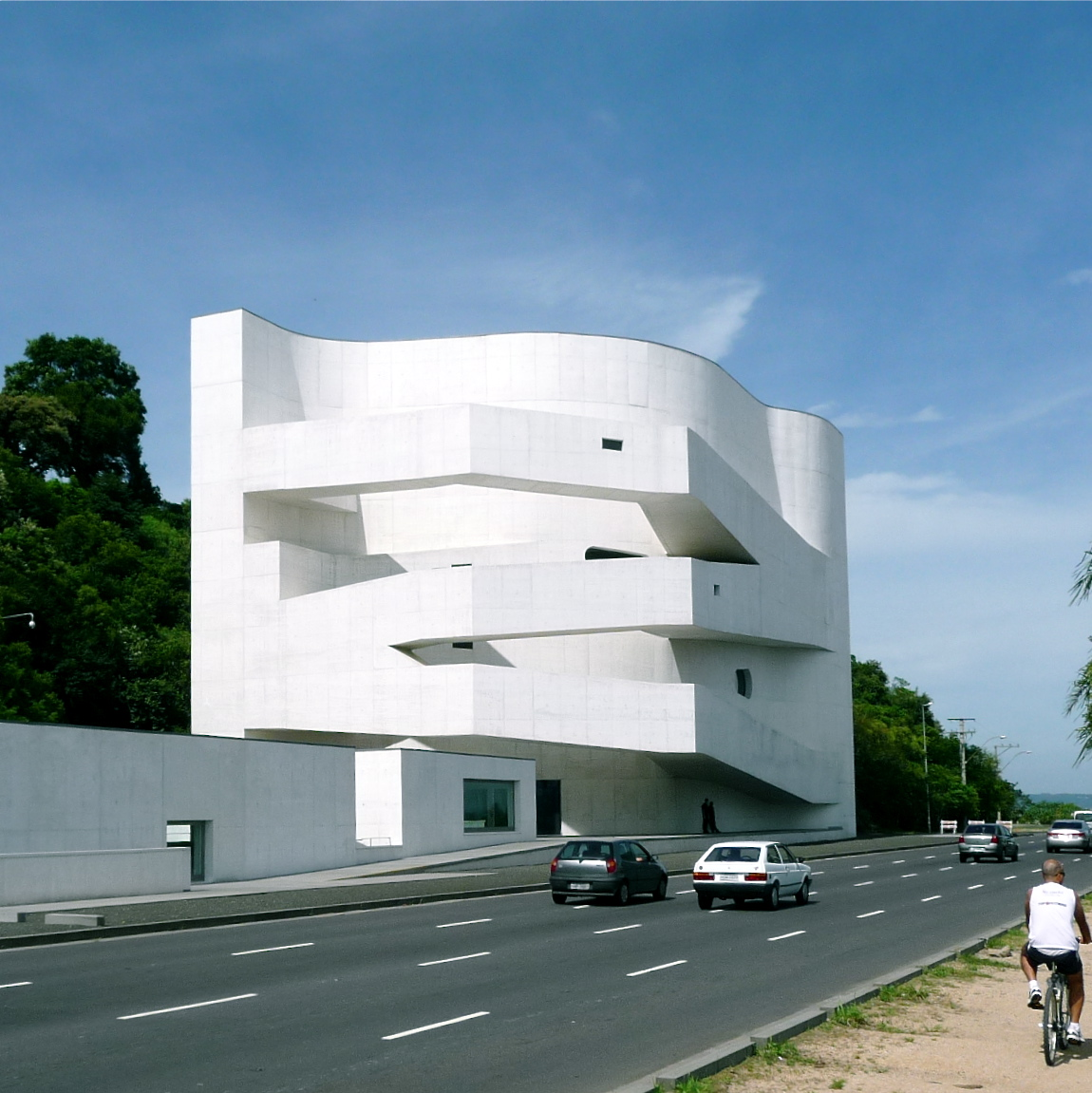
Fundação Iberê Camargo von 1998–2010 in Porto Alegre, Brasilien.

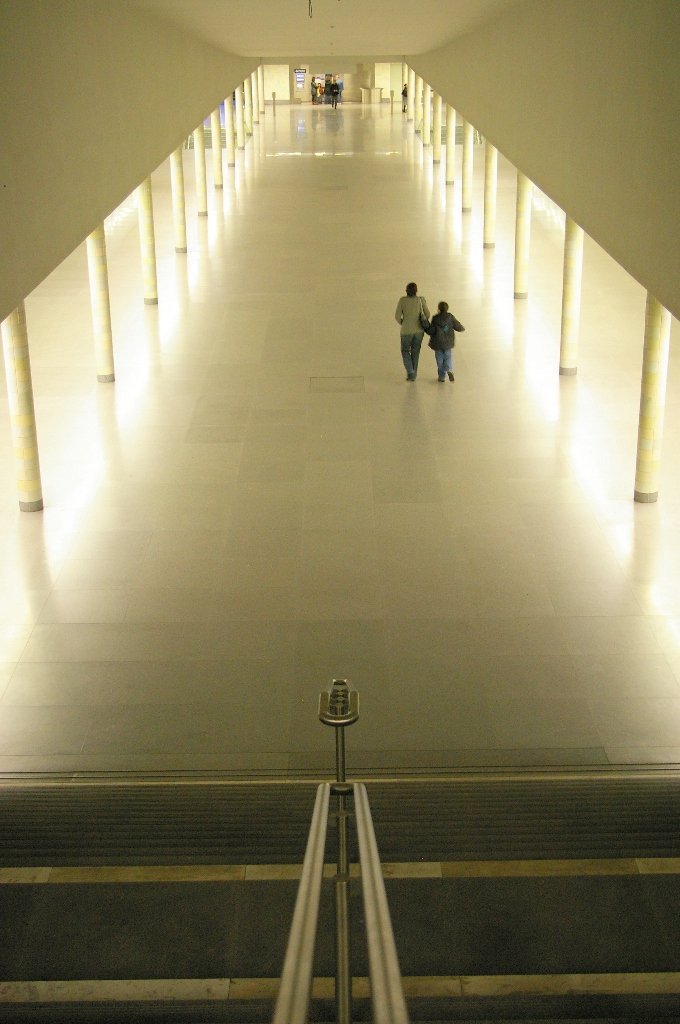
U-Bahnhof São Bento in Porto, von Siza Vieira.

- 1952 Zugang zum Haus seines Onkels, Matosinhos, Portugal
- 1953 Kücheneinrichtung im Haus seiner Großmutter, Matosinhos, Portugal
- 1954–1957 Vier Häuser, Matosinhos, Portugal
- 1957–1959 Haus „Carneiro de Melo“, Porto, Portugal
- 1958–1963 Boa Nova Restaurant, Leça da Palmeira, Portugal
- 1958–1965 Quinta da Conceicao Schwimmbad, Matosinhos, Portugal
- 1960–1962 Haus „Rocha Ribeiro“, Maia, Portugal
- 1961–1966 Strandbad, Leça da Palmeira, Portugal
- 1962–1965 Haus „Ferreira da Costa“, Matosinhos, Portugal
- 1964–1968 Haus „Alves Costa“, Moledo do Moinho, Portugal
- 1964–1969 Haus „Alves Santos“, Póvoa de Varzim, Portugal
- 1966 Baumwoll-Lager, Matosinhos, Portugal
- 1967 Motel, Coimbra, Portugal
- 1967–1970 Haus „Manuel Magalhaes“, Porto, Portugal
- 1968 Haus „Carlos Guimaraes“, Aveiro, Portugal
- 1969 Bürogebäude, Porto, Portugal
- 1970 Tankstelle, Matosinhos, Portugal
- 1970–1972 Wohngebäude, Vila do Conde, Portugal
- 1971 Haus „Alcino Cardoso“, Moledo do Minho, Portugal
- 1971–1974 Geldinstitut „Pinto e Sotto Mayor“ heute „Millennium“, Oliveira de Azeméis, Portugal
- 1972 Mobiles Wohnen, Matosinhos, Portugal
- 1972 Anwesen „Barbara de Sousa“, Ovar, Portugal
- 1972 Haus „Marques Pinto“, Porto, Portugal
- 1972 Supermarkt, Porto, Portugal
- 1972–1973 Geldinstitut „Pinto e Sotto Mayor“, Lamego, Portugal
- 1973 Kunstgalerie, Porto, Portugal
- 1973 Haus in Azeitao, Setúbal, Portugal
- 1973–1976 Haus „Beires“, Póvoa de Varzim, Portugal
- 1974 Boa Nova Master Plan, Leça da Palmeira, Portugal
- 1974–1977 Wiederbelebung des Stadtviertels Sao Victor, Porto, Portugal
- 1975 Treppe Haus „Calem“, Foz do Douro, Portugal
- 1975 Schule „Paula Frassineti“, Porto, Portugal
- 1975 Restaurant „Pico do Areeiro“, Madeira, Portugal
- 1975–1977 Wohngebäude, Bouça, Porto, Portugal
- 1976 Wiederbelebung des Stadtviertels „Barredo“, Porto, Portugal
- 1976–1978 Haus „Antonio Carlos Siza“, Santo Tirso, Portugal
- 1977 Wohnkomplex „Quinta da Malagueira“, Évora, Portugal
- 1978 Hotel in Monte Pico, Braga, Portugal
- 1978–1986 Geldinstitut „Borges e Irmao“, Vila do Conde, Portugal
- 1979 Schwimmbad „Görlitzer Bad“, Berlin, Deutschland
- 1979 Wohnhäuser Fränkelufer, Berlin, Deutschland
- 1979–1987 Haus „Maria Margarida“, Arcozelo, Portugal
- 1980 Dom Co. Büro, Köln, Deutschland
- 1980 Haus in Francelos, Vila Nova de Gaia, Portugal
- 1980 Geldinstitut „Caixa Geral de Depositos“, Matosinhos, Portugal
- 1980 Denkmal Antonio Nobre, Leça da Palmeira, Portugal
- 1980 Wohnhäuser, Berlin-Charlottenburg, Deutschland
- 1980 Wohnblock am Kottbusser Damm, Berlin, Deutschland
- 1980 Filiale der „Credito Predial“ Bank, Montalegre, Portugal
- 1980–1984 Haus „Avelino Duarte“, Ovar, Portugal
- 1980–1984 Wohnblock, Berlin, Deutschland
- 1980–1984 Appartement „Teixeira“, Póvoa de Varzim, Portugal
- 1980–1988 Haus „Teixeira“, Tapias, Portugal
- 1981 Wohngebäude, Vila Vicosa, Portugal
- 1981 Wohngebäude, Aviz, Portugal
- 1981 Haus „Fernando Machado“, Porto, Portugal
- 1982 LKW Depot Braga, Portugal
- 1982 Kulturzentrum, Sines, Portugal
- 1982 Städtebaulicher Plan, Pombais, Portugal
- 1982 Haus „Anibal Guimaraes da Costa“, Trofa, Portugal
- 1982 Städtebaulicher Plan zweite Phase, Pombais, Portugal
- 1983 Motel „Quinta da Malagueira“, Portugal
- 1983 Plan zur Stadterweiterung, Macau, Portugal
- 1983 Erweiterung des „Institut français“, Porto, Portugal
- 1983 Kulturforum, Berlin, Deutschland
- 1983 Haus „Maria Bahia“, Gondomar, Portugal
- 1983 Prinz Albrecht Palais, Berlin, Deutschland
- 1983 Nina Boutique, Porto, Portugal
- 1983–1988 Städtebau und Wohnhäuser („Punt en Komma“), Den Haag-Schilderswijk, Niederlande
- 1984 Vorschlag für Caserta, Neapel, Italien
- 1984 Haus „David Vieira de Castro“, Vila Nova de Famalicão, Portugal
- 1984 Haus „Erhard Josef Pascher“, Sintra, Portugal
- 1984–1988 zwei Häuser und Geschäfte, Den Haag-Schilderswijk, Niederlande
- 1984–1991 Kindergarten „João de Deus“, Penafiel, Portugal
- 1985 Haus „J. Oliveira e Filho“, Agueda, Portugal
- 1985 Stadtrestauration, Giudecca, Venedig, Italien
- 1985–1986 Pavilion der Architekturfakultät, Porto, Portugal
- 1985–1986 Restauration, Quinta da Povoa, Portugal
- 1985–1988 Van der Vennepark Garten, Den Haag-Schilderswijk, Niederlande
- 1986 Stadtpark, Salemi, Portugal
- 1986 Hydrographisches Institut, Lissabon, Portugal
- 1986 Erweiterung des „Casino und Restaurant Winkler“, Salzburg, Österreich
- 1986 Expo '92, Sevilla, Spanien
- 1986–1993 Pädagogische Hochschule, Setubal, Portugal
- 1987 Haus „Cesar Rodrigues“, Porto, Portugal
- 1987–1989, Seniorenclub, Berlin-Wrangelkiez, Deutschland
- 1987–1993 Architekturfakultät der Universität von Porto, Portugal
- 1988 Haus „Luis Figueiredo“, Gondomar, Portugal
- 1988 Kulturzentrum „La Defensa“, Madrid, Spanien
- 1988 Wettbewerb Siena, Siena, Italien
- 1988 Universitätsbibliothek, Aveiro, Portugal
- 1988 Sportstätte, Vilanova de Arousa, Spanien
- 1988 Haus „Guardiola“, Sevilla, Spanien
- 1988–1989 Galerie „Carvalho Araujo“, Lissabon, Portugal
- 1988–1989 Wasserturm der Universität Aveiro, Aveiro, Portugal
- 1988–1993 Umbau Haus „Miranda Santos“, Matosinhos, Portugal
- 1988–1993 Museum für moderne Kunst, Santiago de Compostela, Spanien
- 1989 Kirche, Malagueira, Portugal
- 1989 Wettbewerb zur Bibliothèque nationale de France Paris, Frankreich
- 1989 Doedijnstraat Plan, Den Haag-Schilderswijk, Niederlande
- 1989 städtebaulicher Plan „Praça de Espanha“, Lissabon, Portugal
- 1989 Plan zur Wiederherstellung des Lissaboner Altstadtviertel „Chiado“ nach einem verheerenden Brand
- 1989–1994 „Bonaval“ Garten, Santiago de Compostela, Spanien
- 1990 Gebäude in Massarelos, Porto, Portugal
- 1990 Haus „Pereira Ganhao“, Troia, Portugal
- 1990 Kirche in Marco de Canaveses, Portugal
- 1990 Bürogebäude, Oliveira de Azemeis, Portugal
- 1990 Universitätsbibliothek, Valencia, Spanien
- 1990 Wettbewerb „Boulevard Brune“, Paris, Frankreich
- 1990 Haus „Ana Costa“, Lousada, Portugal
- 1990–1992 Meteorologisches Zentrum im olympischen Dorf, Barcelona, Spanien
- 1990–1992 Masterplan „Avenida Jose Malhoa“, Lissabon, Portugal
- 1990–2000 Gebäude „A Fachada“, „Arco Íris“ und „Turm von Siza“, Maastricht, Niederlande
- 1991 Eurocenter, Boavista (Stadtteil von Porto), Portugal
- 1991 Werkhalle Vitra, Weil am Rhein, Deutschland
- 1991 Gebäude „Castro e Melo“, Lissabon, Portugal
- 1991 Museum für Moderne Kunst „Serralves“, Porto, Portugal
- 1991 Restaurant „Pai Ramiro“, Porto, Portugal
- 1992 Plan für Wohngebäude, Málaga, Spanien
- 1992 Gebäude „Grandella“, Lissabon, Portugal
- 1992 Kino „Condes“, Lissabon, Portugal
- 1992 Terracos de Braganca, Lissabon, Portugal
- 1992 Restaurant, Malagueira, Portugal
- 1992 Zentrum für Sprachen, Malagueira, Portugal
- 1992 U-Bahnhof Baixa-Chiado, Lissabon, Portugal
- 1992 Ausstellung „Visionen für Madrid“, Madrid, Spanien
- 1992–1993 Wettbewerb „Museum für zeitgenössische Kunst“, Helsinki, Finnland
- 1993 Künstleratelier, Montreuil, Frankreich
- 1993 Masterplan für „Sao Joao“, Costa da Caparica, Portugal
- 1993 Labor, c
- 1993 Wohnblock, Setubal, Portugal
- 1993 Wohngebäude, Montreuil, Frankreich
- 1993 Masterplan Centre Ville, Montreuil, Frankreich
- 1993 Fakultät für Journalismus, Santiago de Compostela, Spanien
- 1993 zwei Häuser, Felgueiras, Portugal
- 1993 Büro von Álvaro Siza Vieira, Porto, Portugal
- 1993 Zentrale „Cargaleiro Foundation“, Lissabon, Portugal
- 1993 Restaurant und Büros, Granada, Spanien
- 1993 Ausstellungshalle „Revigres“, Agueda, Portugal
- 1993 Gebäude „Costa Braga“, Matosinhos, Portugal
- 1993 Strandbad Restaurant, Leça da Palmeira, Portugal
- 1993 Restauration Strandbad, Leça da Palmeira, Portugal
- 1993 Wohnblock, Matosinhos, Portugal
- 1993 Büro von Álvaro Siza Vieira, Évora, Portugal
- 1993 Wettbewerb „Getty Museum“, Santa Monica, USA
- 1994 Museo Granell, Santiago de Compostela, Spanien
- 1994 Masterplan „Historische Innenstadt“, Palma di Montechiaro, Italien
- 1994 Masterplan „Rossio de Sao Bras“, Évora, Portugal
- 1994 Anbau zum Kindergarten „Joao de Deus“, Penafiel, Portugal
- 1994 Restauration „Casa de Serralves“, Porto, Portugal
- 1994 Junges Wohnen, Guarda, Portugal
- 1994 Wohngebäude, Malagueira, Portugal
- 1994 Haus „Middelem-Dupont“, Oudenburg, Belgien
- 1995 Sportstätte Universität Palermo, Italien
- 1995 Wohngebäude in Ostende, Ostende, Belgien
- 1995–1998 Portugiesischer Pavillon Expo 98, Lissabon, Portugal
- 1995 Douro & Leixoes Hafenverwaltung, Matosinhos, Portugal
- 1996 Pier in Thessaloniki, Griechenland
- 1997 Kulturzentrum Manzana del Revellín Ceuta, Spanien
- 1997 Kulturzentrum und Park Vila do Conde, Portugal
- 1997 Gemeindezentrum von Rosario, Argentinien
- 1997 Erweiterung Stedelijk Museum Amsterdam, Niederlande (nicht gebaut)
- 1997 Hotel Almería, Spanien
- 1998 Villa Colonnese Vicenza, Italien
- 1999 Stadterneuerung Salemi, Italien
- 1999–2000 Portugiesischer Pavillon Expo 2000 Hannover, Deutschland
- 1999 Rektorat der Universität Alicante, Spanien
- 2000 Wohnhaus in Vila Nova de Famalicão, Portugal
- 2004–2008 Bibliothek Viana do Castelo, Portugal
- 2008–2010 Fundação Iberê Camargo, Porto Alegre, Brasilien
- 2007–2009 Hochhaus „New Orleans“, Rotterdam, Niederlande
- 2008 Architekturmuseum (Siza-Pavillon „Forum für räumliches Denken“ auf der Raketenstation) Stiftung Insel Hombroich/Neuss, Deutschland
- 2009 Novartis Siza Building Labor-/Bürogebäude, Basel, Schweiz
- 2012 „Il Giardino delle Vergini“ Pavilion Venedig, Italien.
- 2014 Besucherzentrum, Alhambra, Granada, Spanien.
- 2016 Nadir Afonso Museum, Chaves, Portugal

## Auszeichnungen und Ehrungen
Unter den Preisen, die Álvaro Siza Vieira für seine Arbeit erhielt, sind folgende besonders hervorzuheben:
- 1982 – Preis für Architektur der portugiesischen Sektion der International Association of Art Critics
- 1987 – Preis der portugiesischen Architektenvereinigung
- 1988 – Mies van der Rohe Award for European Architecture für das Bankgebäude der Banco Borges e Irmão in Vila do Conde
- 1988 – Goldmedaille der spanischen Architektenkammer
- 1988 – Goldmedaille der Alvar Aalto Foundation
- 1988 – Prince of Wales Prize in Urban Design der Harvard-Universität für den Wohnkomplex Quinta da Malagueira in Évora
- 1988 – Alvar-Aalto-Medaille
- 1992 – Ehrendoktorwürde: Polytechnische Universität Valencia
- 1992 – Pritzker Architektur Preis für sein Lebenswerk[1]
- 1992 – Mitglied der American Academy of Arts and Sciences
- 1997 – Ehrenmitgliedschaft des Bundes Deutscher Architekten BDA
- 1998 – Praemium Imperiale
- 1999 – Orden des Infanten Dom Henrique
- 2001 – Wolf-Preis
- 2002 – Goldener Löwe auf der Biennale Venedig
- 2010 – Sonderpreis Brick Award 2010 für das Siza-Pavillon Stiftung Insel Hombroich
- 2010 – Mitglied der American Academy of Arts and Letters[6]
- 2012 – Goldener Löwe der Architektur-Biennale Venedig für sein Lebenswerk[7]

## Schüler
- Eduardo Souto de Moura

## Ausstellungen
- 2012 Alvaro Siza. Viagem sem Programa. Disegni e ritratti. Fondazione Querini Stampalia, Venedig, Begleitprogramm zur Architekturbiennale Venedig[8]
- 2014–2016: Visionen der Alhambra. Kurator: António Choupina. Wanderausstellung mit Stationen im  Architekturforum Aedes, Berlin,[9] Vitra Campus, Weil am Rhein,[10] Palacio de Carlos V, Granada,[11] Nationalmuseum Oslo,[12] Aga Khan Museum, Toronto.[13]
- 2019, Februar: SIZA – Ungesehenes & Unbekanntes im Museum für Architekturzeichnung, Berlin. Kuratoren: Kristin Feireiss und António Choupina.

## Filme
- Having a cigarette with Álvaro Siza. Dokumentarfilm von Iain Dilthey. solofilmproduktion, Verlag der Buchhandlung Walther König, Köln 2016, 52 Minuten.
- Alvaro Siza. Viagem sem Programa. Dokumentarfilm von Raul Betti und Greta Ruffino. 13. Architektur-Biennale, Venedig 2012, 37 Minuten.
- O Arquitecto e a Cidade Velha. Dokumentation des gescheiterten Projektes Sizas zur ersten UNESCO-Welterbe-Kandidatur Cidade Velhas auf Kap Verde. Catarina Alves Costa 2005 (2007 bei Midas Filmes als DVD erschienen).
- Architekturfakultät Porto. Dokumentation in der Filmreihe 23 Bauwerke – 23 Filme von Richard Copans und Stan Neumann. Arte Edition, 1998, 28 Minuten.